# Mydaea nervicincta
Mydaea nervicincta este o specie de muște din genul Mydaea, familia Muscidae. A fost descrisă pentru prima dată de Stein în anul 1914.
Este endemică în Tanzania. Conform Catalogue of Life specia Mydaea nervicincta nu are subspecii cunoscute.